# 香港飲食

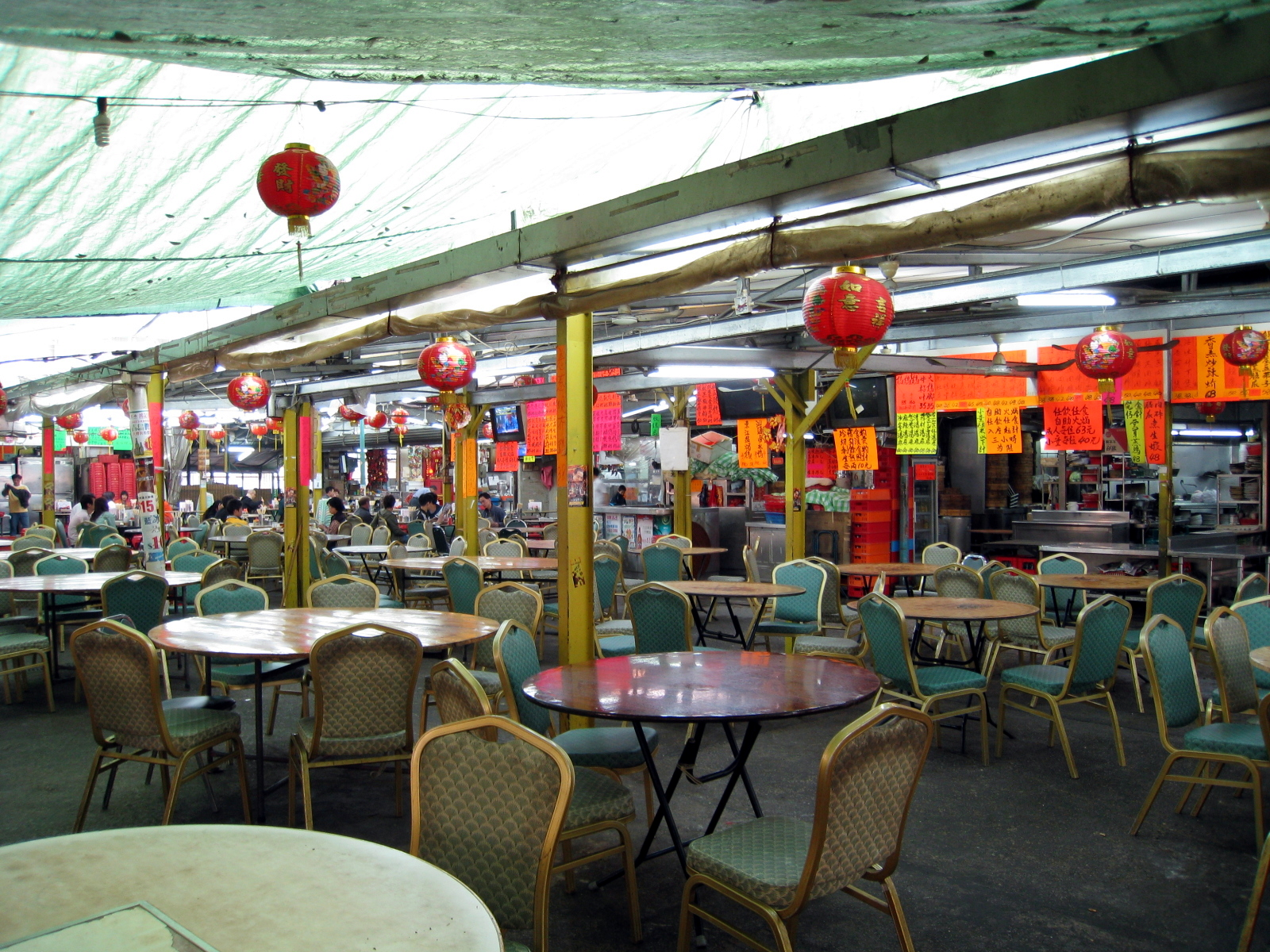
大牌檔

香港飲食文化為東方文化及西方文化的交匯所在，發展出一套融合中餐（主要為粵菜）和西餐的飲食習慣。作為全球各地人們的匯聚點，日本菜、韓國菜、越南菜、泰國菜、印度菜、上海菜、北京菜、台灣菜等餐廳在香港都十分常見，香港人喜歡將廣東粵式美食自稱為港式，如「港式」燒味，「港式」雲吞麵，「港式」早茶等，香港人自稱香港為「美食天堂」。
在香港文化發展中，飲食佔有重要而有趣的一環。以往的大牌檔及大笪地等街頭食檔，老字號的酒樓食肆以及各類地道醬油、餅食及特色食品，都成為了香港人的集體回憶，並且繼續傳世。過去百多年來香港經濟及香港社會急速發展為香港人的飲食文化帶來新的風貌。時至今日，飲食由過去的果腹必須，發展到對色香味美的追求；食肆亦由樸實簡陋，以至講求裝潢華麗，價格亦豐儉由人；菜式由地道口味，到世界各地美食共冶一爐，食物品種琳琅滿目，足以反映香港人飲食態度及生活質素的轉變。
香港食肆主要集中地包括銅鑼灣、九龍城、蘭桂坊、尖沙咀、跑馬地及中環蘇豪區，其中九龍城以中南半島菜色為主。
此外，根據綠色和平表示，香港為全球人均食魚量及食肉量最高的城市。

## 飲食文化

### 傳統中式飲食

#### 本地菜

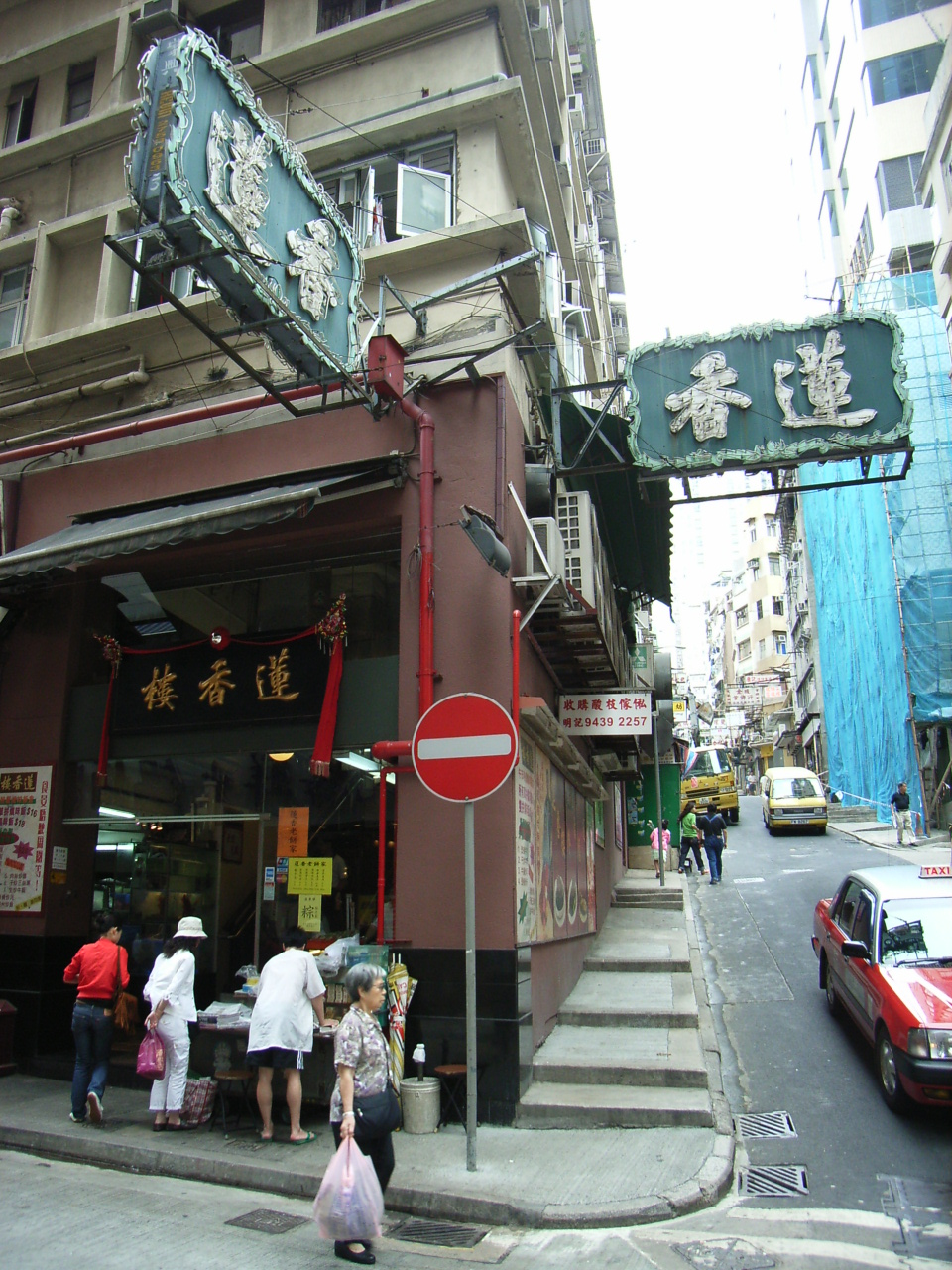
位於上環的蓮香樓

香港家庭大多以中餐為家庭菜。他們大多保留了傳統飲食特色。
在華人社區內，以廣府人、客家人（以香港新界的原居民尤甚）、潮汕人、蜑家人為主，因此粵菜、客家菜、潮州菜等都被視為本地菜色。
西貢市、南丫島、流浮山和鯉魚門以海產聞名，古漁村如長洲和大澳仍有傳統食肆營業，而盆菜则是香港新界原居民在節慶時的傳統菜。

#### 茶樓
香港的茶樓源自廣州。在第二次世界大戰之前，香港中上環一帶遍佈供應點心和茗茶的中式茶樓和二厘館，例如石塘咀至西環一帶的三元樓、燕瓊林、中上環的冠南茶樓、三多茶樓、雲來茶樓、高陞大茶樓、平香茶樓、得男茶室、得雲大茶樓、蓮香樓與陸羽茶室、灣仔的龍門等。
由於茶樓客人差不多全是男性，茶樓名字多以「多男」、「得男」，寓意開枝散葉的傳統思想。
早年的茶樓分為樓座和地廳，樓座的風景好一點，茶價是七厘，地廳的茶價是三厘六，而二厘館的茶價顧名思義是二厘。
三四十年代，茶樓競爭進入白熱化，茶樓開始在晚上開設歌壇，表演粵曲；後來附設歌壇的茶樓多達三十幾家，例如：如意、富隆、平春、添男、大觀、蓮香、高陞等。
當年高陞大茶樓曾聘請女伶梁瑛演唱粵曲，並且另聘樂師伴奏。

#### 酒樓
除了茶樓，當時還有主要舉辦筵席的著名中式酒樓，如杏花樓、鏞記酒家、南園、西苑、文苑、大三元、宴瓊林、聚馨樓、探花樓、觀海樓、桃李園。
杏花樓是香港的第一家酒樓，1846年開設在上環水坑口。1900年，酒樓已增至三十多家。
香港人喜愛飲早茶，中式茶樓每天從清晨約五時開始供應點心，到中午為止。戰後，中式酒樓也開始兼營了茶樓的業務，供應多款新式點心。在經濟起飛的八十年代，香港夜生活越來越繁盛，因此到了九十年代，部份酒樓新設夜茶服務。

#### 齋菜
齋菜方面，一般的寺廟，如寶蓮寺、圓玄學院、觀音寺會供應正式的齋菜。由於早期交通不便，有商人會另經營齋菜館。
香港第一間齋菜館就是成立於1935年，位於半山區堅道的小祇園。齋菜館也常常售賣佛經、佛珠、木魚等佛教用品；素菜館則會供應一些仿葷的素食。

#### 避風塘

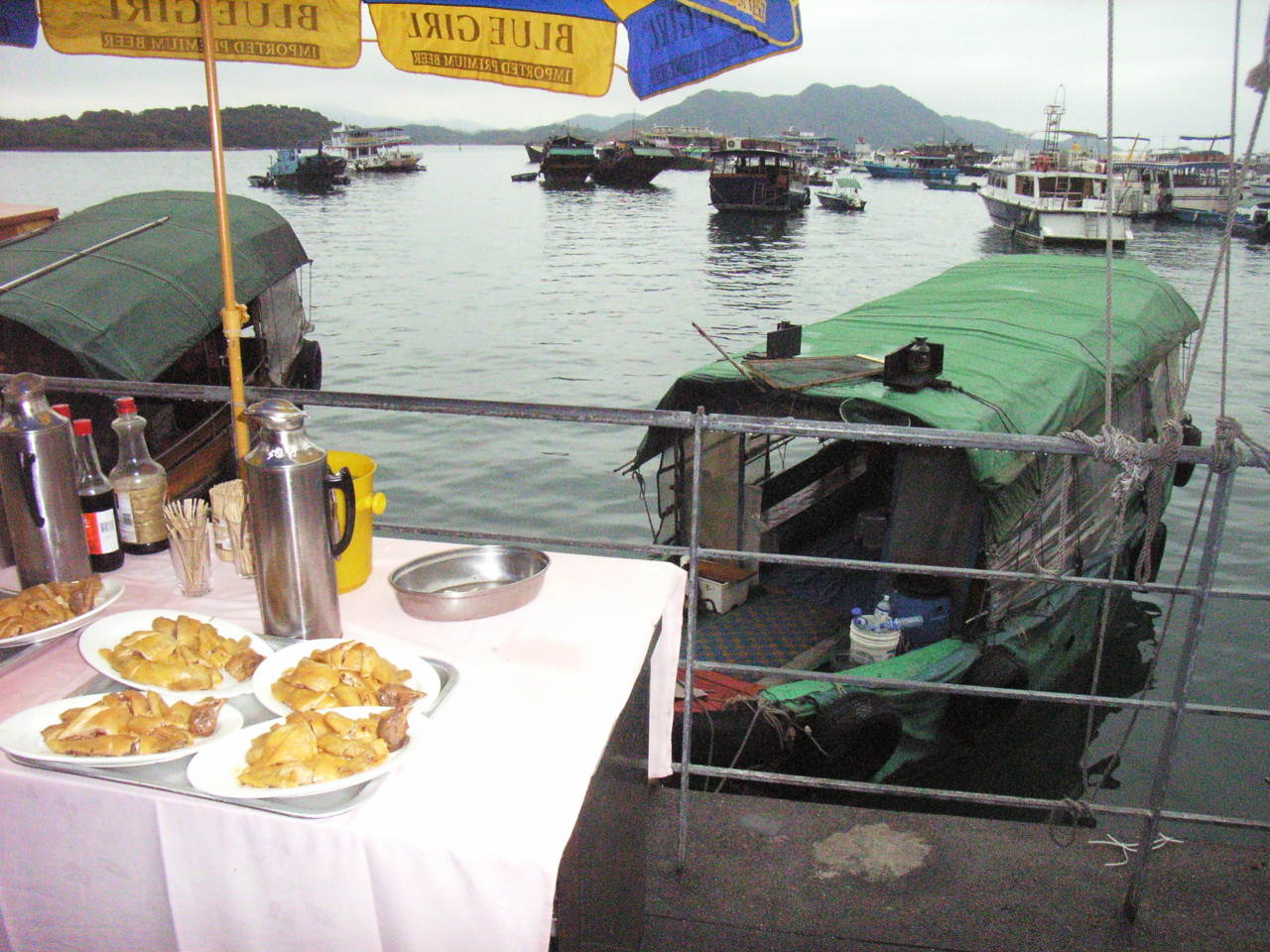
香港的避風塘風味，自《蘇絲黃的世界》已經名揚天下

避風塘原為船隻避風之地，由於大量東南亞食材經此地進口，一些灣仔的餐館便乘勢推出帶有戰後避風塘特式的小菜。
菜式避風塘菜一般以海鮮為主，辛辣及味濃是其特色，如避風塘炒蟹。另外，位於香港仔避風塘的珍寶王國也是非常著名的海上食府，並且為香港主要旅遊景點之一。
隨著香港經濟起飛，香港人對飲食要求又越來越高，以海鮮為主的高級食府相繼出現，例如：阿一鮑魚、阿翁鮑魚，新同樂及海都海鮮酒家等。

#### 早餐
早餐方面，白領比較喜歡飲茶（即吃點心）；但對於要出賣勞力的人，白米就是每餐的主要食糧。他們的早餐主要是白粥、油炸鬼 (油條) 和香港特有的炸兩。

#### 野味
香港曾有吃野味的風俗。
蛇羹（尤其是太史五蛇羹）、果子狸、穿山甲、禾花雀一度是常見的野味。

### 飲食文化
作為國際美食都會，香港匯聚了各國各地菜色，常見的有：
- 中華料理：上海菜、四川菜、台灣菜、東北菜等等；
- 外國料理：日本菜、韓國菜、新加坡菜、菲律賓菜、馬來菜、泰國菜、印尼菜、印度菜、尼泊爾菜、俄羅斯菜、越南菜、英國菜、美國菜、法國菜、瑞士菜、德國菜、義大利菜、中東菜、南非菜，甚至阿根廷菜。

隨著第二次世界大戰前及國共內戰，不少中國內地各省移民湧入香港，當中上海人、寧波人為數不少。他們帶到香港的上海菜、寧波菜、徽菜被統稱為外江菜。
江浙人促進了香港工業，外江菜式亦同時漸受香港人歡迎，例如粢飯、豆漿、上海粗炒、大閘蟹、賽螃蟹、高力豆沙等。著名的上海菜館有老正興和三六九上海菜館。
香港川菜以麻辣為特色，雖然在使用辣椒方面已經受到了亞洲各國的影響，但加入新的烹調方法，讓香氣更甚。現在許多川菜館在菜牌上顯示菜餚的辛辣程度，以資識別。

## 特色飲食

### 大牌檔
大牌檔曾經是非常普遍的食肆，但是由於嚴苛的衛生條例，以及政府不再向公眾發出有關的經營牌照（許可證），大牌檔在港已經面臨絕跡的命運。
大牌檔慢慢把茶水檔搬進室內，並結合以菠蘿冰、雜果冰和紅豆冰作招來的冰室，演變成今日的茶餐廳。
茶餐廳主要提供即食麵、餛飩麵、米粉、煎蛋、糭子和粥等廉價食物，部份大型茶餐廳會供應炒粉麵，如乾炒牛河、福建炒飯、星洲炒米。
當日本料理在香港受歡迎的時候，茶餐廳也開始供應部份日本熟食菜色；早餐方面則供應牛油麵包、多士、奄列、香腸、咖啡、奶茶、蛋撻等。
雖然這些食物名稱在每一間茶餐廳都是一樣，但真正的製成品會因不同的茶餐廳，而有少許的不同。

### 絲襪奶茶
在殖民地時期，香港慢慢吸收了英國的飲食文化，其中英式下午茶逐漸本地化，成為茶餐廳的主要部份，當中最著名的就是絲襪奶茶。「鴛鴦」則是香港另一特色飲料，以淡奶、紅茶和咖啡混合調製而成。
在餅店及茶餐廳可以找到蛋撻與菠蘿包，這兩種中西文化混合而成的香港特色食品。及後，其他創新的飲品出現，如檸啡與檸賓。

### 街頭小食

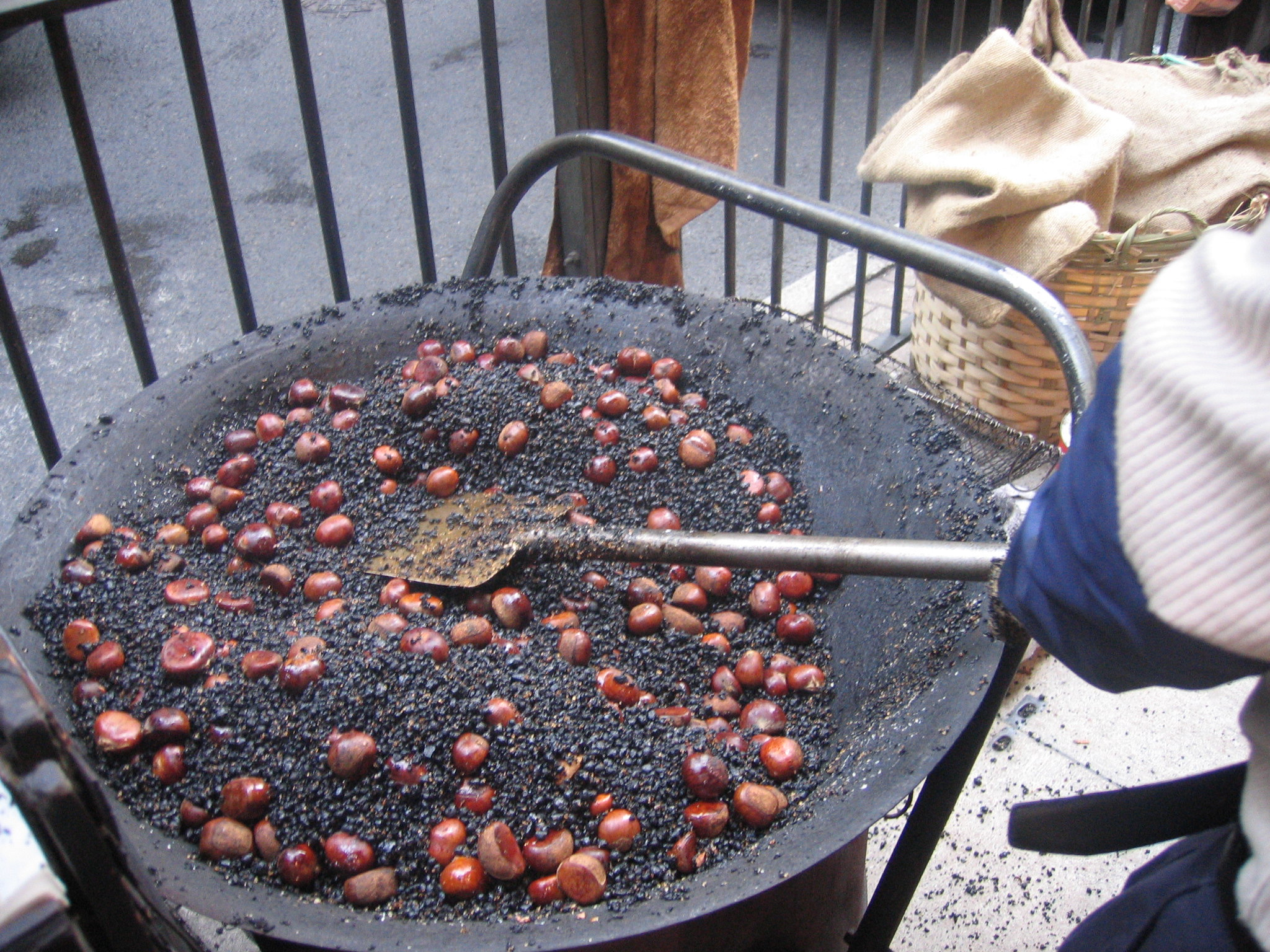
街頭販賣的炒栗子

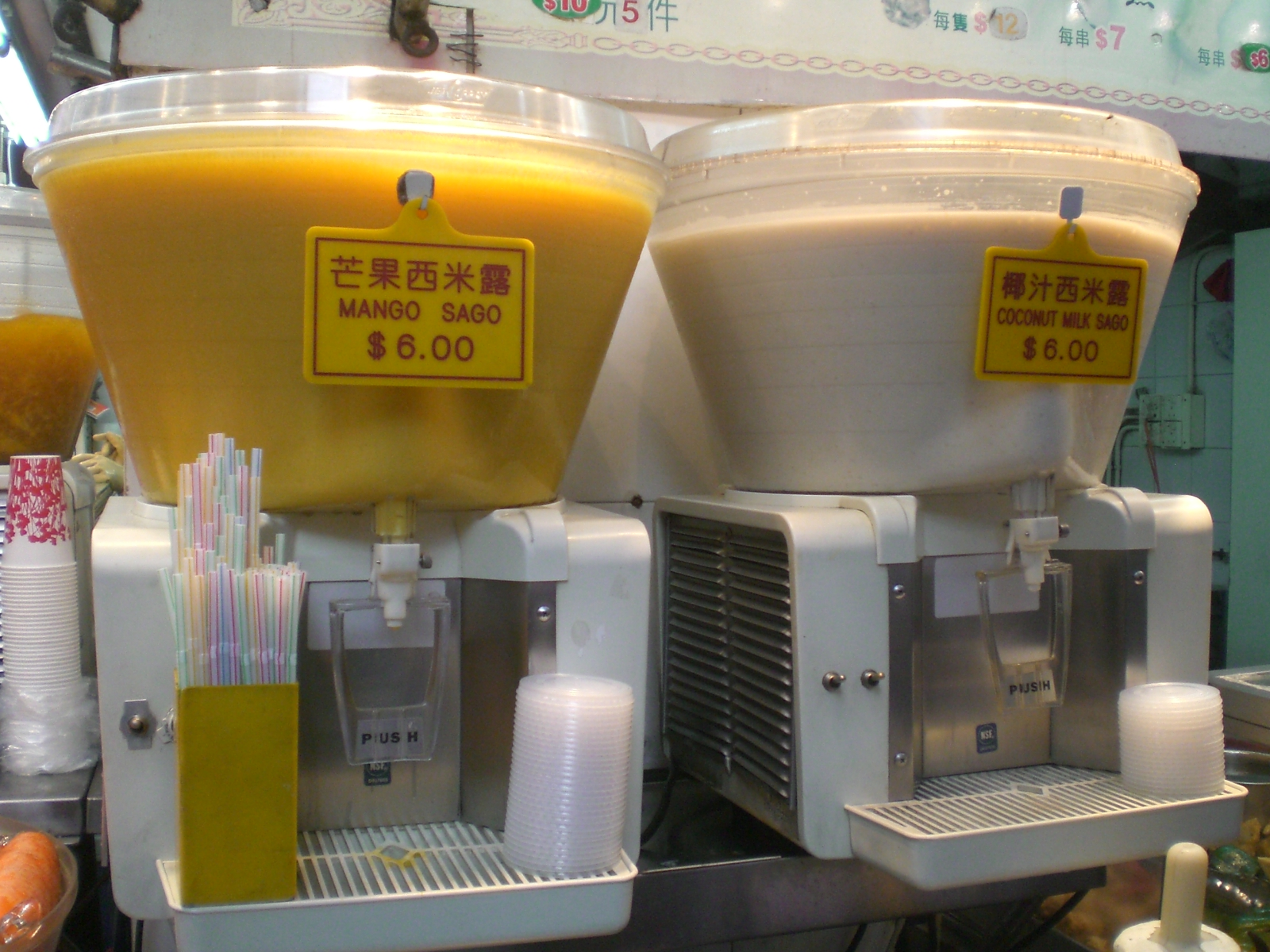
港式街頭甜品

街頭小食是香港飲食文化的一部分，魚蛋、雞蛋仔、腸粉、碗仔翅、缽仔糕、格仔餅、涼粉、豬紅、牛雜、煎釀三寶都是很受歡迎的街頭小食，大部分來自廣東。
香港其他的鹹甜小吃充滿傳統風味，有些更是香港特有的，如元朗的老婆餅和老公餅。客家人的茶粿則在離島地區比較受歡迎。
車仔麵出現在1950年代，當時大陸內地難民湧入香港，謀生困難，所以湧現了流動攤販。為了運輸方便，流動攤販把所有廚具食物放在小小的木製手推車上，車仔麵因而得名。
由於顧客可以隨意選擇麵條、配料、湯汁，而且價錢實惠，所以受到大眾歡迎。

### 港式甜品
港式甜品選擇繁多，傳統的有糖水（北方稱甜湯），包括紅豆沙、綠豆沙、芝麻糊、杏仁糊、燉奶、西米露、合桃露及甜品涼粉等；西式的有芒果布甸、芝士蛋糕等，還有中西合璧的西米布甸和近年出現的楊枝甘露、西米撈等。

### 涼茶
香港天氣炎熱潮濕，能夠解暑消毒的的涼茶成為民間常用的中草藥飲品，例如廿四味、五花茶、雞骨草、火麻仁、菊花茶、酸梅湯與竹蔗茅根水等。
涼果方面，則有嘉應子、山楂餅、話梅、陳皮梅、飛機欖等。

### 私房菜
1997年亞洲金融風暴後，香港經濟下滑，私房菜成為飲食業界一種新的經營模式。
中國的私房菜原是達官貴人在生活安穩後，飲食上不斷有所追求，產生偏重主人口味的特別菜色。
香港人把中國各省份的私房菜移植到香港，以比較隱蔽的樓上舖方式經營，地點遍佈港九，如名門私房菜、囍宴、活色生香等。
後來，除了四川私房菜、潮州私房菜、順德私房菜，還有法國私房菜、義大利私房菜、日式私房菜、素食私房菜等。

## 港式融合菜
香港菜式一直在外國人眼中都是新奇及古怪，亦有敢於冒險的精神。
因此有部分主廚決定以香港菜及內地名吃，諸如廣味小菜、湖南炒菜、山東菜餚、東北燉鍋為主，製作創新的融合菜。

## 酒吧及餐廳
赤柱的居民以僑居香港的外國人為主，故現時區內擠滿大量歐陸餐廳和海邊酒吧。
然而，因為早年洋行集中在中環，而英兵在當年的添馬艦海軍基地上岸後在附近的灣仔留連。香港的酒吧很早已經在中環的蘭桂坊和灣仔的駱克道及謝斐道出現。
後來，酒吧遍佈了尖沙咀的廣東道、諾士佛台、寶勒巷、尖東、旺角太子地鐵站附近，甚至大埔。
外國酒吧常以富歐洲國家特色的裝潢為賣點，售賣的啤酒產地也會相配合。
由於香港是前英國殖民地，英式及愛爾蘭式的酒吧比較多。英式酒吧一般座位比較少，愛爾蘭式酒吧會供應愛爾蘭咖啡，美式酒吧則比較富現代感。
這些外國酒吧的顧客以外國人及曾在外國生活的香港人為主，集中在中環、灣仔和尖沙咀。
自1991年起，為了推廣及宣傳，慕尼黑啤酒節每年於廣東道舉行。另外，一些平民化的酒吧則集中在旺角、太子地鐵站附近及其他地區，常有啤酒推廣小姐在這類型的酒吧出現。
二十世紀初，香港已開設了多招待高等華人的西餐廳，如中環的華樂園、威靈頓餐室、馬玉山餐室等。

## 快餐店

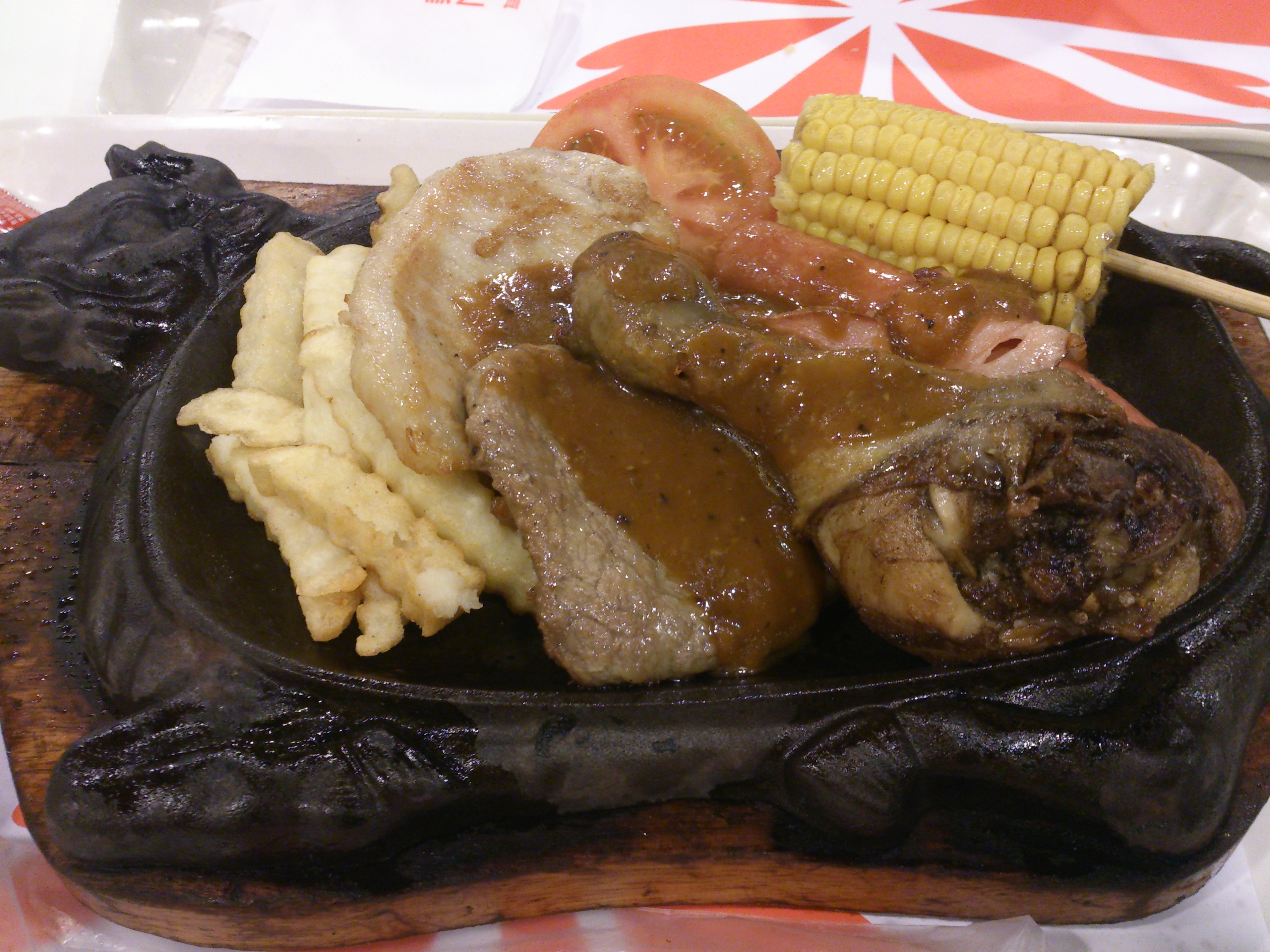
港式快餐的雜扒鐵板餐

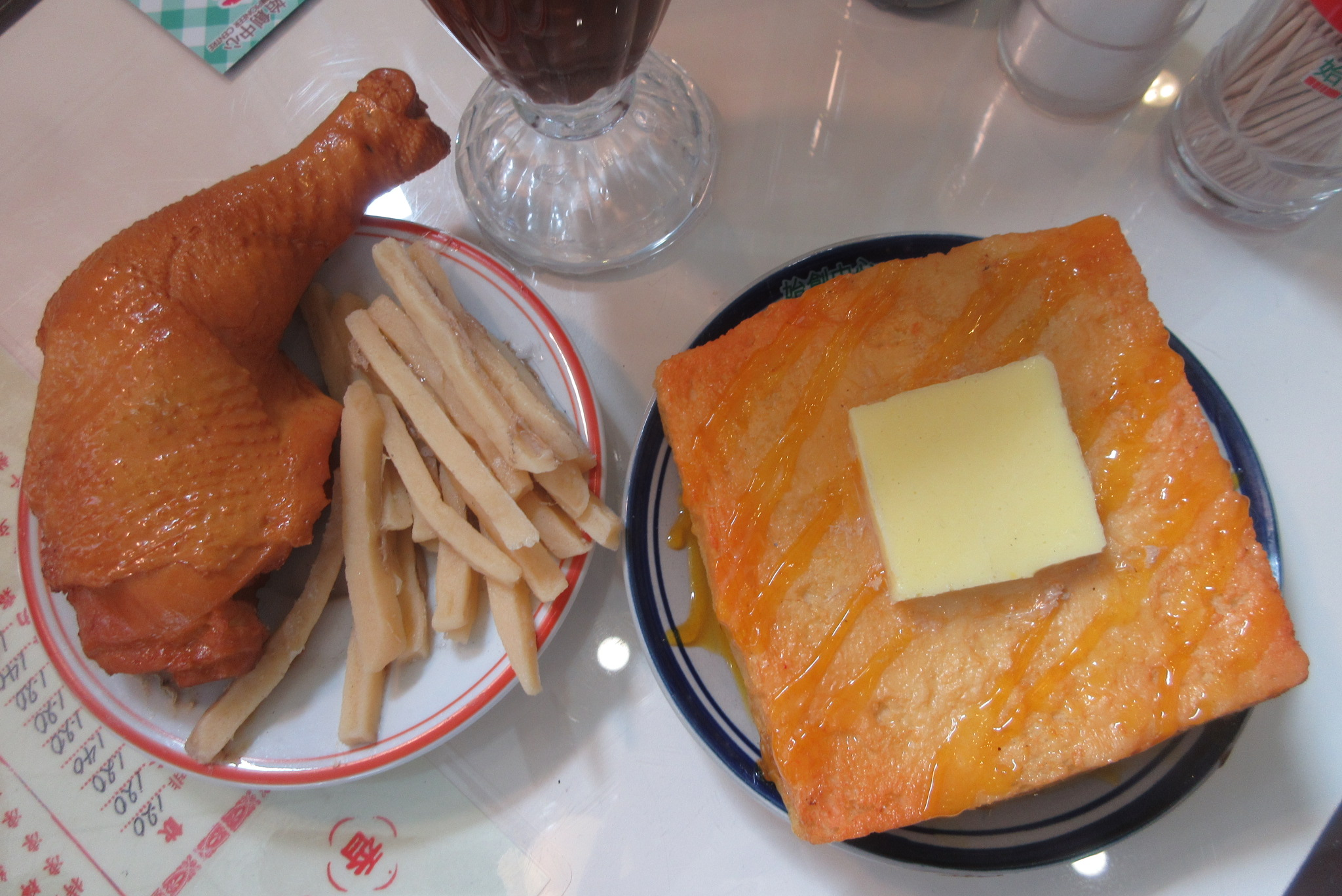
港式下午茶

1960年代至1970年代起，大家樂、大快活、美心快餐（美心MX）相繼開業，同時來自美國的肯德基、麥當勞亦相繼來港，標誌着香港快餐文化和連鎖式飲食集團的開端。
其後，登陸香港的還有來自日本的吉野家、迴轉壽司，美國的雲迪斯、哈迪斯、漢堡王等等。
除了香港市民容易接納外來的飲食文化，香港本地的連鎖式飲食集團亦擅於吸收各地飲食文化的精粹。當中美心快餐、大家樂、大快活也會提供中式食品，其他例子包括為迴轉壽司店。
然而，其中一個失敗例子是“馬里奧餐廳”。它本來是一家標榜意大利菜的餐廳，但由於它所走的中價路線得不到認同，再加上其他標榜正宗意大利菜的高檔餐廳的競爭下，被逼先後兩次轉手售予兩家本地飲食集團大快活及煜湛，並改名為“新馬里奧餐廳”。但煜湛集團在餐牌中加入的港式飲食，並未有為餐廳帶來起死回生的轉機。結果全線餐廳在年多之後結業。

## 咖啡文化

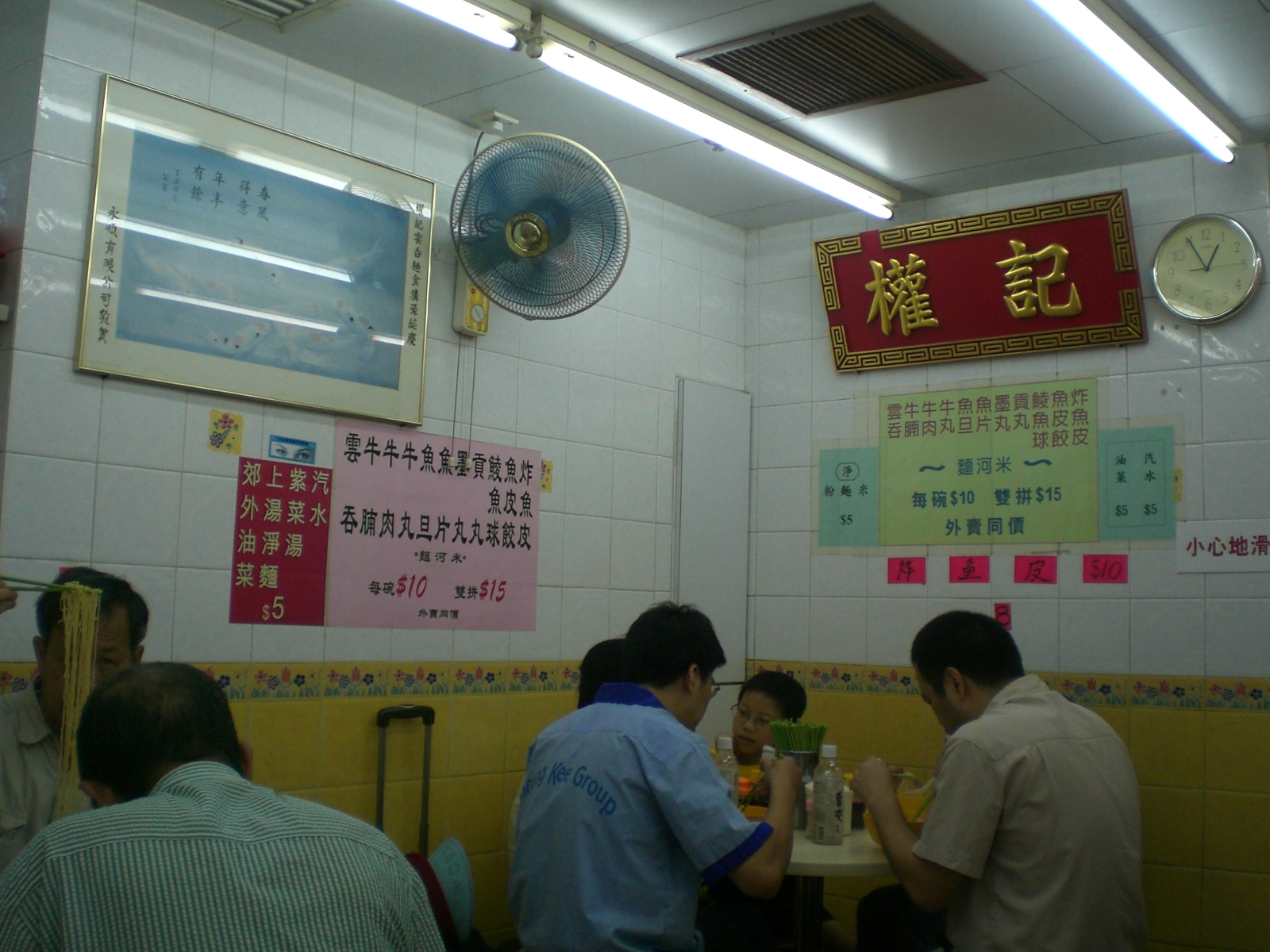
雲吞麵店

雖然香港人本來喜愛飲茶，但是隨著茶餐廳的興起，咖啡也漸受歡迎。尤其是在下午3時至下午6時，茶樓午市與晚市的空檔，就成了喝咖啡的黃金時間。最便宜的就是「街市咖啡」（市集咖啡）。
雖然衛生情況稍差，也沒有空調，又以速溶咖啡精沖調，沒什麼特色，但是7至8港元一杯對低下層市民來說，價格十分吸引。
快餐廳售賣的是即磨咖啡，價格高一點，但環境比較衛生，成為市民另一選擇。如果想配搭要豐富一點，可以到茶餐廳，咖啡配蛋撻或菠蘿油。
除此之外，香港各區還有很多咖啡店。一般來說，它們都會推出西式餅點來配合咖啡，顧客主要是大學生或上班一族。
隨著美國的咖啡如星巴克、香港本土的太平洋咖啡的連鎖店的出現，咖啡連鎖店迅速遍佈香港。2002年起，迎合年輕人口味的樓上咖啡店在油尖旺及銅鑼灣等區的舊式商住樓宇如雨後春筍開設。
由於競爭劇烈，咖啡店為了生存，有些充滿了個性，有些強調文化氣息，有些充滿人情味，有些則提供特色咖啡。較有名氣有呼吸咖啡館、Dream Cafe和Quando Cafe等。
在香港最早售賣咖啡的地方是西餐廳、會所和酒店的咖啡閣。由於環境安靜舒適，座位舒服，一杯咖啡就要40-50元。

## 潮流飲食
很多傳入香港的飲食成了一時潮流，例如珍珠奶茶、沙冰、葡撻、日式薄餅、日式章魚燒、芝士蛋糕。
葡撻來自葡萄牙，改良後存入香港1990年代末期風靡香港，頓時成為熱門商品，甚至令雞蛋價格上揚，以致於供應不足的地步。
芝士蛋糕差不多在同時期也風靡香港，促使不少人學習製造芝士蛋糕，還有相關的書籍出版。
來自台灣的珍珠奶茶及沙冰在1990年代登陸香港，台灣的連鎖店快速地在香港各區開業，譬如休閒小站、快可立等。

## 外部連結
- 香港飲食攻略 （页面存档备份，存于）
- 香港美食天堂 （页面存档备份，存于）